# Coco Chanel
Coco Chanel, tên thật Gabrielle Bonheur Chanel, (sinh ngày 19 tháng 8 năm 1883 tại Saumur - mất ngày 10 tháng 1 năm 1971 tại Paris) là một nhà tạo mẫu người Pháp. Bà là người sáng lập thương hiệu thời trang cao cấp nổi tiếng Chanel. Coco Chanel xuất thân trong gia đình buôn bán ở Cévennes, Ponteils-et-Brésis, tỉnh Gard. Bố là Albert Chanel và mẹ là Jeanne Devolle. Mẹ của Coco mất năm bà 12 tuổi; cha rời bỏ nhà đi tìm sự nghiệp ở Mỹ. Coco cùng chị gái Julie (13 tuổi) và em gái Antoinette (8 tuổi) vào trại mồ côi ở Aubazine, Corrèze. Hai người em (anh) trai đến sống tại những nhà nông dân.
Cùng người cô là Adrienne, Coco làm việc trong một cửa hàng ở Moulins rồi trở thành ca sĩ tại các phòng trà. Và bà lấy nghệ danh Coco từ khi đó.

## Tiểu sử
Chanel sinh ra tại Saumur, Pháp. Bà là con gái thứ hai của đôi vợ chồng là Albert Chanel và Jeanne Devolle, cả hai đều không biết chữ nên không thể đánh vần họ tên chính xác. Sau đó cha được ngài thị trưởng François Poitou đã ghi lại giúp là "Chasnel". Cha mẹ bà kết hôn vào năm 1883, Coco có chị gái là Julie (1882-1913), em gái là Antoinette (sinh 1887) và ba em trai là Alphonse (sinh 1885), Lucien (sinh 1889) và Augustin (sinh ra và mất năm 1891).
Năm 1895, khi Coco 12 tuổi mẹ bà qua đời vì bệnh lao phổi và người cha rời khỏi nhà, vì điều này, Chanel đã dành 6 năm để ở lại các trại trẻ mồ côi của tu viện Công giáo La Mã Aubazine, nơi bà đã học may. Khi Coco 18 tuổi, bà rời khỏi tu viện và bắt đầu hát ở các quán rượu ở thị trấn Moulins. Ở tuổi trưởng thành, Chanel tham gia hát thuê tại các câu lạc bộ ở Vichy và Moulins. Khách đến đây thưởng thức cợt nhả gọi bà là "Coco", có nghĩa là "con vật nuôi nhỏ", một từ xuất hiện trong bài hát vui mà bà hay thể hiện. Cũng trong thời gian này, Coco bắt đầu học may vá và với một khả năng thiên bẩm về thời trang, bà đã quan sát và đưa ra nhận định về vấn đề trong các trang phục đang thịnh hành thời bấy giờ: "Quá rườm rà nhưng không hề quyến rũ".

## Đời tư và thương hiệu thời trang
Trong lúc chưa có công việc ổn định và chỉ làm ca sĩ hát thuê tại phòng trà tại Moulins, bà đã gặp thợ may trẻ người Pháp là Étienne Balsan, người mà sau này sẽ trở thành người tình của bà, từ đó bà được làm ở cửa hàng may này. Trong thời gian chung sống với Balsan, Chanel đã bắt đầu công việc thiết kế mũ để giải trí. Về sau trò tiêu khiển đó đã mở ra công việc kinh doanh thật sự. Nhà viết tiểu sử Justine Picardie, trong một nghiên cứu về bà trong cuốn sach có tựa đề Coco Chanel: Cuộc đời và huyền thoại (Harper Collins): "đặt giả thuyết rằng cháu trai nhà thiết kế, André Palasse được cho là con trai duy nhất của em gái Julia- Berthe đã tự sát, chính là con của bà và Balsan."

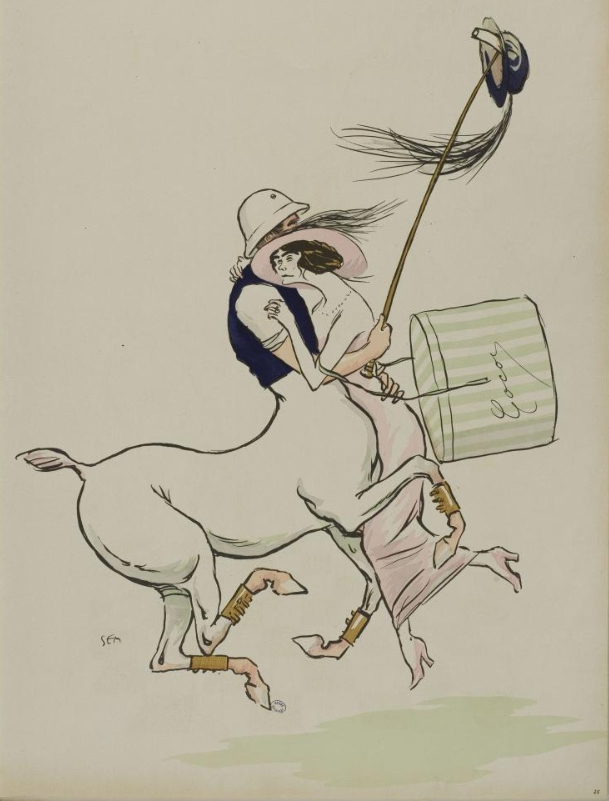
Tranh biếm họa về cuộc khiêu vũ của Chanel và Boy Capel, 1913.

Năm 1909, Chanel đã gặp và bắt đầu một mối tình với một người bạn của Balsan-thuyền trưởng Arthur Edward có biệt danh là "Boy" Capel. Capel là thành viên trong giai cấp quý tộc Anh đã sắm cho Chanel một căn hộ tại Paris  và tài trợ cho cửa hàng đầu tiên của bà. Ngoài ra, quan niệm về thời trang của Chanel cũng ảnh hưởng một phần bởi phong cách nam tính của Capel.
Từ chiếc chai được thiết kế cho dòng Chanel No. 5 có thể xuất phát theo hai nguồn gốc, đều được cho là bắt nguồn từ sự nhạy cảm tinh tế về thiết kế của Capel. Người ta tin rằng chính Chanel đã chỉnh sửa thành hình chữ nhật, làm những đường thẳng trở nên xiên xẹo dựa trên ý tưởng từ những chai nước hoa Charvet mà Capel thường mang theo trong vali hành lý  hay là thiết kế của những chai whiskey Capel dùng, và Chanel đã thừa nhận rằng bà đã làm lại nó thành " những chai thủy tinh tinh tế, đắt tiền và trang nhã."  Cặp đôi này đa phần dành thời gian bên nhau tại những khu nghỉ dưỡng đẳng cấp như Deauville, nhưng ông ấy chưa bao giờ chung thủy với Chanel.
Cuộc hôn nhân của hai người kéo dài trong 9 năm, sau đó Capel kết hôn với một quý tộc người Anh vào năm 1918 nhưng ông không hoàn toàn chia tay với Coco. Cuối năm 1919 Capel qua đời vì một tai nạn xe hơi, đây là một sự kiện chấn động trong cuộc đời Chanel. Theo báo cáo của địa phương, Chanel đã cho xây dựng một đài tưởng niệm bên lề đường cạnh nơi ông bị tai nạn, và bà thường xuyên đến đó để đặt hoa tưởng nhớ ông. Hai mươi lăm năm sau sự kiện này, Chanel sang Thụy Sĩ định cư và đã tiết lộ với người bạn thân Paul Morand rằng: "Cái chết của ông ấy là một đòn giáng khủng khiếp với tôi. Khi mất Capel tôi mất tất cả. Tiếp đó là không còn một cuộc sống hạnh phúc mà tôi đã chia sẻ." Coco Chanel thực sự là một huyền thoại trong làng thời trang.